# Felix Karlinger
Felix Karlinger (geb. am 17. März 1920 in München; gest. am 27. Juni 2000 in Kritzendorf) war ein deutscher und österreichischer Romanist, Musikwissenschaftler, Volkskundler und Literaturgeschichtler. Sein Vater war der Volkskundler Hans Karlinger (1882–1944).

## Leben und Wirken
Schon teilweise während und dann nach dem Zweiten Weltkrieg studierte Karlinger Ethnologie, Musik- und Theaterwissenschaften sowie romanische Philologie an der Ludwig-Maximilians-Universität München. Im Februar 1949 dissertierte er über die Volkslieder der Pyrenäen bei Hans Rheinfelder und Rudolf Kriß. Nach mehreren Forschungsaufenthalten, v. a. auf Sardinien, habilitierte er sich 1954 (1960?) über das sardische Volkslied. Zwischen 1959 und 1966 arbeitete er am Seminar für Romanistik in München, bevor er zwischen 1967 und 1980 ordentlicher Professor für romanische Sprachen an der Universität Salzburg war. Danach war er noch Gastprofessor in Köln. Besonders bekannt wurde er für Märchensammlungen und -vergleich. Neben Sardinien war der Balkan ein Schwerpunkt von Karlinger; davon zeugen seine profunden Kenntnisse des Rumänischen, Neugriechischen und Türkischen.

Über Karlingers Arbeitstechnik bemerkte der Fachkollege Dieter Messner im Jahre 1994: 
„Karlinger begann sein Studium bei Rudolf von Ficker im musikwissenschaftlichen Bereich, und über Kriß führte ihn seine Forschung in die Volkskunde der Romania. Der Einfluß der Münchner Romanisten Gerhard Rohlfs und Hans Rheinfelder hatte zur Folge, daß romanistische Interessen die Oberhand behielten. Komparatistische Interessen im Bereich der romanischen Literaturen mit einer Vorliebe für die Volkstradition sowie ein Hang zu kulturhistorischen Fragestellungen mit religionswissenschaftlichem Bezug sind maßgebliche Akzente in der Ausrichtung seiner Forschungstätigkeit. In vielen seiner Veröffentlichungen hat Karlinger den Lesern eine Fülle von Textmaterial als Belege seiner Forschungsergebnisse angeboten, die nicht zuletzt auf sein Wirken als Feldforscher in den 50er und 60er Jahren zurückgehen. Er durchwanderte, mit einem Tondbandgerät beschwert, Sardinien und Korsika, auch Teile des Balkans und der Iberischen Halbinsel auf der Suche nach oral tradierten Texten der Volksliteratur [...]. Oft stieß er dabei auf bis dahin unbekanntes Material in den Bereichen des Volksliedes und der Volkserzählung. Mit dieser Arbeit, die heute aufgrund der Verdrängung oraler Texttradierung durch die Massenmedien nur mehr wenig Anreiz bietet, ist Karlinger einer der letzten wandernden Feldforscher.“
Karlinger war Mitglied folgender Akademien: Accademia Antica (Rom); Accademia degli Abruzzi per le Scienze (Chieti); Accademia Teatina (Pescara).